# Lowell, Michigan
Lowell är en stad i Kent County i den amerikanska delstaten Michigan med en yta av 8 km² och en folkmängd som uppgår till 4 013 invånare. Lowell är en sovstad till Grand Rapids.

## Kända personer från Lowell
- Ann Rule, författare